# Кавава, София
София Кавава (суахили Sofia Kawawa, урожденная Селемани Мквела, Selemani Mkwela; 12 августа 1936—1994) — соучредительница Союза женщин Танзании (UWT). Она была членом партии Африканский национальный союз Танганьики (TANU), а затем её преемницы Чама Ча Мапиндузи.

## Биография
Селемани Мквела родилась в деревне Масонья района Тундуру в Рувуме. Она училась в начальной школе Масонья, а затем получила начальное образование в Таборе. В 1951 году она вышла замуж за Рашида Кававу, который стал первым премьер-министром Танганьики (будущая Танзания).
Она была одной из первых женщин, присоединившихся к партии TANU и боровшихся за независимость Танганьики. Вместе с Биби Тити Мохамед она основала Союз женщин Танзании (UWT) и второй занимала должность его председательницы с 1980 по 1990 год. Эти две женщины были первыми активистками, защищавшими права женщин в стране, и они посеяли семена женского движения еще до обретения независимости.
Мама Кавава и другие активисты выдвинули лозунг: «Это должно исходить из низов». Она выступала за то, чтобы женщины были лидерами, и, среди прочего, помогла Анне Абдалле и Гертруде Монгелле стать депутатами парламента. Своей целью они называли 50/50 как соотношение участия женщин и мужчин.

## Опубликованные работы
- Militants, Mothers, and the National Family[1]